# Андрианов, Николай Михайлович
Никола́й Миха́йлович Андриа́нов (11 декабря 1920, Яровица, Новгородская губерния — 16 июня 1990, Завал, Новгородская область) — председатель колхоза «Искра» Новгородского района, ветеран Великой Отечественной войны, Герой Социалистического Труда (1973).

## Биография
Николай Михайлович Андрианов родился 11 декабря 1920 года в семье рыбака. Его отец, Михаил Ефимович, проживавший в деревне Яровицы, одним из первых вступил в создаваемый колхоз.
Во время учёбы в школе деревни Самокража Николай принимал участие в художественной самодеятельности и в физкультурных соревнованиях. Вступил в комсомол. После окончания семилетки стал продавцом в магазине. Но уже в 1940 году он был призван в РККА, служил в конвойных войсках, с июня 1944 года — в 87-м пограничном отряде войск НКВД СССР (в Станиславской и Закарпатской областях), участвовал в Великой Отечественной войне, борьбе с бандеровцами. Сержант Андрианов был демобилизован в 1948 году.
Вернувшись на родину, Андрианов, Чемпион Пограничных войск СССР 1946 года в десятиборье, по направлению Новгородского райкома партии поднимал физическую культуру в районе: готовил спортсменов, проводил соревнования, с 1948 года заведующий отделом физической культуры и спорта. С июня 1950 года, после окончания курсов, работал участковым инспектором финанотдела Новгородского райисполкома.
В феврале 1955 года был назначен председателем колхоза имени Маленкова (июля 1957 года — «Искра»). Андрианов добивался укрупнения приильменских хозяйств. При объединении 16 прибрежных деревень был образован колхоз, имевший более трёх с половиной тысяч гектаров сельскохозяйственных угодий и более тысячи гектаров пашни. В колхозе уделялось большое внимание подготовке кадров, была применена внутрихозяйственная специализация и внутрихозяйственный расчёт. Николай Михайлович наладил тесные контакты с областной государственной опытной сельскохозяйственной станцией и зональной агрохимической лабораторией. Благодаря этому, были изучены поля, составлены почвенные карты, картограммы, разработана система удобрений и севооборотов. В колхозе одними из первых в области стали применять комплекс агромилиоративных мероприятий при возделывании сельскохозяйственных культур. Н. М. Андрианов говорил:

У наших людей есть примечательная черта — не успокаиваться на достигнутом. Наше слово — собрать с каждого гектара по 23 центнера зерна. По 200 — картофеля, по 400 — овощей, по 370 — корнеплодов, а доярки обязались надоить с каждой коровы по 3150 килограммов молока.
В 1973 году Н. М. Андрианов был удостоен звания Героя Социалистического Труда. Избирался депутатом Новгородского областного Совета народных депутатов.
Жил в деревне Завал. Скончался Николай Михайлович Андрианов 16 июня 1990 года.

## Награды
- Герой Социалистического Труда (1973),
- Орден Трудового Красного Знамени (1966),
- Два ордена Ленина (1971, 1973),
- Орден Отечественной войны 2-й степени (1985),
- Звание «Почётный гражданин Новгородского района» присвоено посмертно в 1998 году .